# Estrazione (militare)

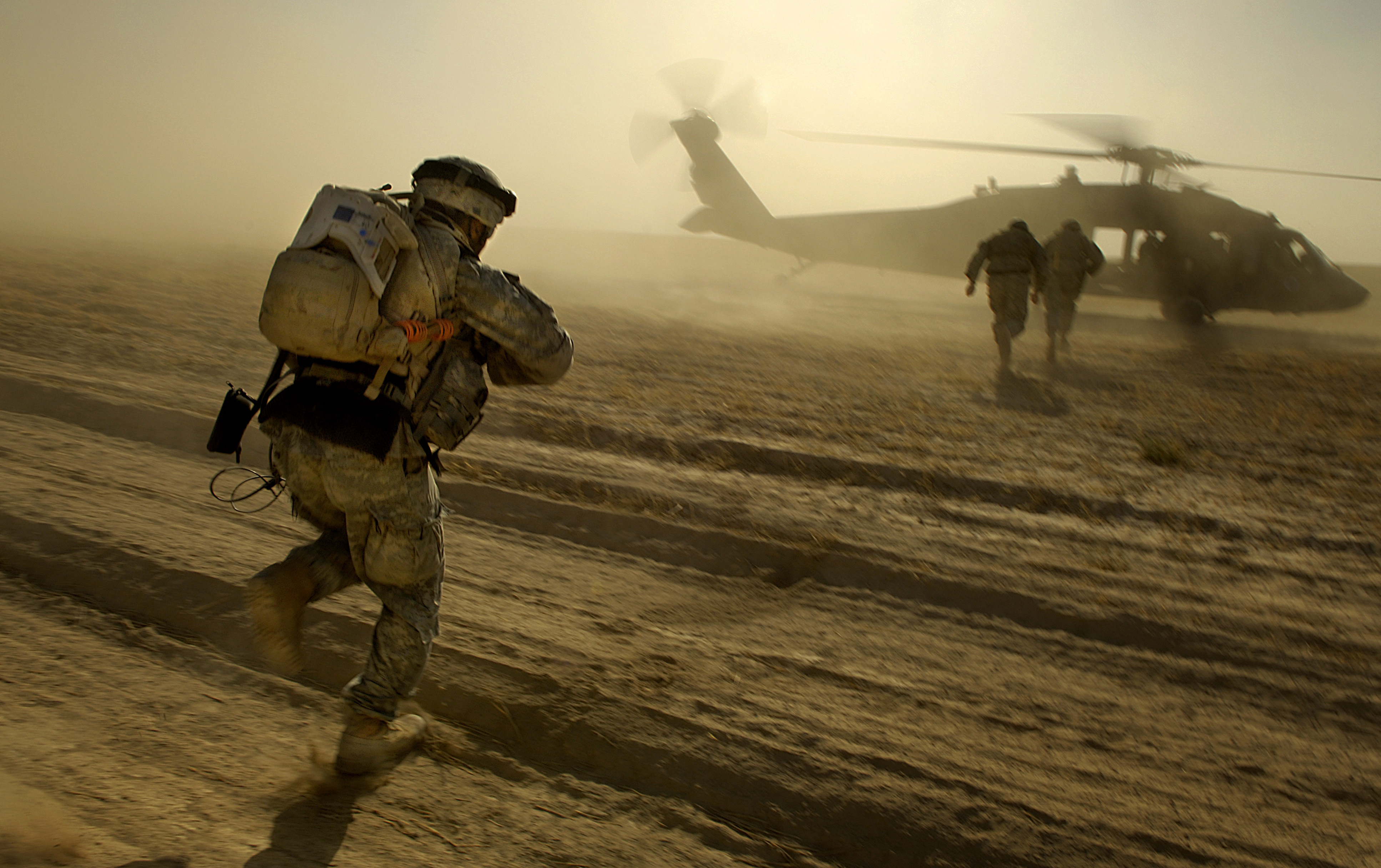
Un elicottero UH-60 Black Hawk esegue un'"estrazione"di militari dello United States Army presso Tal Afar, Iraq.

L'estrazione (o anche esfiltrazione), nel gergo del combattimento e delle operazioni speciali, è il processo di consegna di persone, recupero di individui come da accordi e rimozione di elementi da un sito preso di mira quando è considerato indispensabile che essi siano immediatamente evacuati dall'ambiente ostile e condotti al sicuro in un'area sotto controllo di forze amiche. L'estrazione può implicare il recupero di entità da grave pericolo o situazioni contingenti cui non potrebbero sopravvivere. Tanto l'estrazione quanto il recupero possono riguardare persone non consapevoli (del pericolo) o addirittura non consenzienti, e postulano rapido dispiego, difesa dinamica dell'aggiramento tattico in movimento, ed un celere disimpegno per opera di una squadra di protezione fornita dalle forze speciali.